# Велика Сејаница
Велика Сејаница је насељено место града Лесковца у Јабланичком округу. Према попису из 2022. било је 552 становника. Село се налази у североисточном делу Грделичке клисуре. Простире се између 350 и 600 метара надморске висине.
У близини села постоји доста земуница које потичу из 1841. године. Наиме, за време Бојаџијске буне у Власотинцу и неуспелог устанка против Турака спаљене су многе куће од стране Турака у Великој Сејаници а тадашњи мештани села склонили су се у оближњу долину и тамо направили земунице, у којима су се крили.
Сеоска слава (литије) је Бели петак док је првобитно то био Спасовдан.
Након великих временских непогода на дан празника који је у народу познат као Бели петак у једном дану страдало је више мештана Велике Сејанице те су након тог догађаја мештани кренули да празнују и за сеоску славу су изабрали Бели петак. Данас мештани обележавају оба празника симболичним паљењем свећа код сеског крста .

## Положај и тип
Ово је већe село у североисточном делу Грделичке Клисуре. Лежи на земљишту високом око 600 м. Околна насеља су: Козаре, Ковачева Бара, Дедина Бара и др. Добром пијаћом водом становници се снабдевају из бунара, са једне чесме (Големo Корито), постоје и два позната извора (Бела Вода и Мртвица).
Поједини крајеви атара носе ове називе: Белутак, Живкова Чука, Лазове, Старчевица, Церова Глава, Свињарица, Орниче, Дулан, Бачевиште, Језеро, Селиште, Деја, Мужан, Рид (на карти: Сејанички Рид), Чукар.
У В. Сејаници су махале: Доња, Средња, Горња и Јермиска. Махале међу собом су оштро издвојене. Куће појединих родова су на окупу. У свему насеље има 123 дома (1958. г.).

## Старине и прошлост
На месту Орниче, које лежи ниже В. Сејанице, некада је постојала „латинска" црква, а око ње је било „латинско rробље". Сада су тамо најбоље њиве. Од поменуте цркве приликом орања становници налазе „цигле и камен на који су се лепиле упаљене свеће". Овај камен сада се налази код сеоског крста.
По народној традицији, на потезу Чуке било је насеље оних становника који су живели када је постојала поменута црква. Ту се једно место зове Селиште са извором званим Свињарник. Садашњи сељаци тамо су налазили остатке од некадашње ковачнице, затим су у виноградима ископавали „врчви, котлови и широке цигле“.
По садашњем становништву В. Сејаница је стара око 150 до 160 година. Имe је добила по првим досељеницима, који су били пореклом из Сјенице у Новопазарском Санџаку. Касније се она назвала Велика Сејаница за разлику од суседне Мале Сејанице. Она лежи у долини Козарске Реке.
Приликом ослбођења од Турака 1878. г. Срби Велике Сејанице привремено су се склонили на потесу Војдана Рид. Тамо у једној долини они су имали око 100 земуница. Heкe се познају и сада. Има и парчад од црепуља у којима су сељаци тада пекли хлеб.
Сеоска слава је Спасовдан. Тада се одржава сабор код крста са гостима из око 10 околних села. В. Сејаница има гробље на три места. Та места су: Басковац, Чука и Крст (у cредини села). Гробље на Басковцу је највеће. На rpoбљy код места Чука сахрањују се умрли становници Јеремиске Махале. У В. Сејаници нема цркве. О већим празницима сељаци посећују цркве у Козару и Грделици.
Месној основној школи дали су 1931. године назив: "Цар Лазар".

## Назив
Име носи по Сјеници, месту из кога је становништво које је населило ово насеље пореклом. Касније је имену додат придев велика да би се разликовало од Мале Сејанице, суседног села.

## Демографија
У насељу Велика Сејаница живи 640 пунолетних становника, а просечна старост становништва износи 40,6 година (39,0 код мушкараца и 42,2 код жена). У насељу има 251 домаћинство, а просечан број чланова по домаћинству је 3,15.
Ово насеље је великим делом насељено Србима (према попису из 2002. године), а у последња три пописа, примећен је пораст у броју становника.
|             | \| Демографија[4] \| Демографија[4] \| Демографија[4] \| \| Година \| Становника \| Становника \| \| -------------- \| -------------- \| -------------- \| \| 1948. \| 680 \| \| \| 1953. \| 699 \| \| \| 1961. \| 758 \| \| \| 1971. \| 750 \| \| \| 1981. \| 722 \| \| \| 1991. \| 760 \| 744 \| \| 2002. \| 791 \| 831 \| \| 2011. \| 696 \| \| \| 2022. \| 552 \| \| |            |
| Демографија | |            |
| Година      | Становника | Становника |
| 1948.       | 680 |            |
| 1953.       | 699 |            |
| 1961.       | 758 |            |
| 1971.       | 750 |            |
| 1981.       | 722 |            |
| 1991.       | 760 | 744        |
| 2002.       | 791 | 831        |
| 2011.       | 696 |            |
| 2022.       | 552 |            |

| Етнички састав према попису из 2002.‍ | Етнички састав према попису из 2002.‍ | Етнички састав према попису из 2002.‍ | Етнички састав према попису из 2002.‍ | Етнички састав према попису из 2002.‍ |
| ------------------------------------ | ------------------------------------ | ------------------------------------ | ------------------------------------ | ------------------------------------ |
|                                      |                                      |                                      |                                      |                                      |
| Срби                                 | Срби                                 |                                      | 789                                  | 99,74%                               |
| Македонци                            | Македонци                            |                                      | 1                                    | 0,12%                                |
| непознато                            | непознато                            |                                      | 0                                    | 0,0%                                 |

| \| \| м \| \| \| ж \| \| ? \| 9 \| \| \| 6 \| \| 80+ \| 1 \| \| \| 9 \| \| 75—79 \| 7 \| \| \| 17 \| \| 70—74 \| 20 \| \| \| 29 \| \| 65—69 \| 27 \| \| \| 27 \| \| 60—64 \| 24 \| \| \| 33 \| \| 55—59 \| 24 \| \| \| 23 \| \| 50—54 \| 20 \| \| \| 20 \| \| 45—49 \| 34 \| \| \| 27 \| \| 40—44 \| 35 \| \| \| 23 \| \| 35—39 \| 27 \| \| \| 25 \| \| 30—34 \| 32 \| \| \| 20 \| \| 25—29 \| 28 \| \| \| 22 \| \| 20—24 \| 27 \| \| \| 27 \| \| 15—19 \| 22 \| \| \| 27 \| \| 10—14 \| 22 \| \| \| 16 \| \| 5—9 \| 17 \| \| \| 27 \| \| 0—4 \| 21 \| \| \| 16 \| \| Просек : \| 39,0 \| \| \| 42,2 \| |      |  |  |      |
| |      |  |  |      |
| | м    |  |  | ж    |
| ? | 9    |  |  | 6    |
| 80+ | 1    |  |  | 9    |
| 75—79 | 7    |  |  | 17   |
| 70—74 | 20   |  |  | 29   |
| 65—69 | 27   |  |  | 27   |
| 60—64 | 24   |  |  | 33   |
| 55—59 | 24   |  |  | 23   |
| 50—54 | 20   |  |  | 20   |
| 45—49 | 34   |  |  | 27   |
| 40—44 | 35   |  |  | 23   |
| 35—39 | 27   |  |  | 25   |
| 30—34 | 32   |  |  | 20   |
| 25—29 | 28   |  |  | 22   |
| 20—24 | 27   |  |  | 27   |
| 15—19 | 22   |  |  | 27   |
| 10—14 | 22   |  |  | 16   |
| 5—9 | 17   |  |  | 27   |
| 0—4 | 21   |  |  | 16   |
| Просек : | 39,0 |  |  | 42,2 |

| Година пописа     | 1948. | 1953. | 1961. | 1971. | 1981. | 1991. | 2002. |
| ----------------- | ----- | ----- | ----- | ----- | ----- | ----- | ----- |
| Број домаћинстава | 133   | 130   | 167   | 175   | 181   | 209   | 251   |

| Број чланова      | 1  | 2  | 3  | 4  | 5  | 6  | 7 | 8 | 9 | 10 и више | Просек |
| ----------------- | -- | -- | -- | -- | -- | -- | - | - | - | --------- | ------ |
| Број домаћинстава | 44 | 64 | 37 | 62 | 17 | 17 | 8 | 1 | 1 | 0         | 3,15   |

| Пол    | Укупно | Неожењен/Неудата | Ожењен/Удата | Удовац/Удовица | Разведен/Разведена | Непознато |
| ------ | ------ | ---------------- | ------------ | -------------- | ------------------ | --------- |
| Мушки  | 337    | 95               | 219          | 16             | 7                  | 0         |
| Женски | 335    | 54               | 225          | 53             | 3                  | 0         |
| УКУПНО | 672    | 149              | 444          | 69             | 10                 | 0         |

| Пол    | Укупно                    | Пољопривреда, лов и шумарство | Рибарство                            | Вађење руде и камена | Прерађивачка индустрија       |
| ------ | ------------------------- | ----------------------------- | ------------------------------------ | -------------------- | ----------------------------- |
| Мушки  | 152                       | 27                            | 0                                    | 0                    | 25                            |
| Женски | 80                        | 29                            | 0                                    | 0                    | 33                            |
| Укупно | 232                       | 56                            | 0                                    | 0                    | 58                            |
|        |                           |                               |                                      |                      |                               |
| Пол    | Производња и снабдевање   | Грађевинарство                | Трговина                             | Хотели и ресторани   | Саобраћај, складиштење и везе |
| Мушки  | 1                         | 68                            | 9                                    | 1                    | 2                             |
| Женски | 0                         | 3                             | 5                                    | 0                    | 0                             |
| Укупно | 1                         | 71                            | 14                                   | 1                    | 2                             |
|        |                           |                               |                                      |                      |                               |
| Пол    | Финансијско посредовање   | Некретнине                    | Државна управа и одбрана             | Образовање           | Здравствени и социјални рад   |
| Мушки  | 0                         | 2                             | 1                                    | 6                    | 3                             |
| Женски | 0                         | 1                             | 0                                    | 3                    | 3                             |
| Укупно | 0                         | 3                             | 1                                    | 9                    | 6                             |
|        |                           |                               |                                      |                      |                               |
| Пол    | Остале услужне активности | Приватна домаћинства          | Екстериторијалне организације и тела | Непознато            | Непознато                     |
| Мушки  | 0                         | 0                             | 0                                    | 7                    | 7                             |
| Женски | 0                         | 0                             | 0                                    | 3                    | 3                             |
| Укупно | 0                         | 0                             | 0                                    | 10                   | 10                            |

## Галерија
- Стара кућа у Сејаници.
- Споменик природе - Стабло оскоруше, јул 2020.
- Споменик природе - Стабло оскоруше, децембар 2021.
- Напуштена махала Пешинци.
- Напуштена махала Пешинци.
- Напуштена махала Пешинци.
- Напуштена махала Пешинци.
- Пешин камен.
- Долина Виљеколске реке, поглед са Пешиног камена.
- Панорама Сејанице са пута који води ка напуштеној махали Пешинци.
- Панорама Сејанице са пута који води ка напуштеној махали Пешинци.
- Панорама Сејанице са пута који води ка напуштеној махали Пешинци.
- Панорама Сејанице са пута који води ка напуштеној махали Пешинци.
- Панорама Сејанице са пута који води ка напуштеној махали Пешинци.